# Edward Turner (Ingenieur)
Edward Turner (* 24. Januar 1901 in London; † 15. August 1973) war ein britischer Ingenieur und Geschäftsmann. 

## Beruflicher Werdegang
Edward Turner entwickelte sein erstes Motorrad 1927, welches einen 350-cm³-OHV Motor aufwies. 1928 ging er zu Ariel und erhielt von Jack Sangster freie Hand bei der Entwicklung eines Motorrades mit Vierzylindermotor, welches Ariel Square Four hieß. Sein Vorgesetzter war zu dieser Zeit Val Page. 1930 war Edward Turner kurz arbeitslos, da Ariel in die Insolvenz ging, doch wurde das Unternehmen bereits 1931 weitergeführt.
Als Jack Sangster 1936 Triumph übernahm, wurde Edward Turner Chefingenieur und Geschäftsführer und somit Nachfolger von Val Page. Edward Turner bereinigte die Typenvielfalt und behielt nur drei Sportmotorräder im Programm. Im Juli 1937 stellet er mit der Triumph Speed Twin ein leistungsstarkes Motorrad mit Zweizylindermotor vor. Es wurde ein Verkaufserfolg für Triumph. 1941 konstruierte er die Federnabe, die jedoch erst in den 1948er Modellen von Triumph zum Einsatz kam.
1942 wechselte Edward Turner nach einem Zerwürfnis mit Jack Sangster zunächst zu BSA, kehrte jedoch im Oktober 1943 zu Triumph zurück und wurde 1944 erneut Geschäftsführer. 1948 verwendete er eine selbstentwickelte Telegabel mit Öldämpfung an den neuen Triumph_Modellen. 1951 verkaufte Sangster Triumph an BSA und wurde in diesem Unternehmen Mitglied des Aufsichtsrates. 1956 wurde Sangster Vorsitzender des Aufsichtsrates von Triumph/BSA und machte Edward Turner zum Chef der Automotive Abteilung von Triumph/BSA, Ariel, der Daimler Motor Company und Carbodies. 
1959 entwickelte Turner einen Achtzylinder-V-Motor mit halbkugelförmigen Brennräumen und 2,5 Litern Hubraun, der zunächst im Sportwagen Daimler SP250 Verwendung fand. Der von Turner initiierte Versuch, ihn in einem Vauxhall Cresta unterzubringen und das Auto als Einsteigermodell unter der Bezeichnung Daimler DN250 zu verkaufen, scheiterte 1960. Turners Motor überlebte die Übernahme Daimlers durch Jaguar 1960. Einerseits baute Jaguar die 2,5-Liter-Version in seine Limousine Mark II ein und verkaufte sie bis 1968 als Daimler V8 2 ½ Litre, andererseits trieb eine auf 4,5 Liter vergrößerte Version bis 1968 Daimlers Oberklassemodelle Majestic Major und DR450 an. Das Jaguar-Management legte Turner allerdings nahe, seine Posten aufzugeben. Bert Hopwood kam von AMC und akzeptierte, dass Edward Turner Geschäftsführer von Triumph/BSA wurde. 1963 entwarf er einen 100-cm³-Roller, den Triumph Tina (T10) mit Automatikgetriebe. 1967 gab Edward Turner seinen Posten bei Triumph/BSA auf und trat zurück.

## Privates
1929 heiratete er Edith Webley, sie starb 1939 bei einem Verkehrsunfall. 